# Горбасівська сільська рада
Горба́сівська сільська́ ра́да — адміністративно-територіальна одиниця та орган місцевого самоврядування в Летичівському районі Хмельницької області. Адміністративний центр — село Горбасів.

## Загальні відомості
Горбасівська сільська рада утворена в 1944 році.
- Територія ради: 25,59 км²
- Населення ради: 694 особи (станом на 2001 рік)
- Територією ради протікає річка Південний Буг

## Населені пункти
Сільській раді були підпорядковані населені пункти:
- с. Горбасів
- с. Марківці

## Склад ради
Рада складалася з 14 депутатів та голови.
- Голова ради: Ліповуз Володимир Миколайович
- Секретар ради: Плаксій Любов Іванівна

### Керівний склад попередніх скликань
| Прізвище, ім'я, по батькові      | Основні відомості                                                             | Дата обрання | Дата звільнення |
| -------------------------------- | ----------------------------------------------------------------------------- | ------------ | --------------- |
| Мохнатий Володимир Олександрович | Сільський голова, 1953 року народження, безпартійний                          | 26.03.2006   | 31.10.2010      |
| Ліповуз Володимир Миколайович    | Сільський голова, 1966 року народження, освіта незакінчена вища, безпартійний | 31.10.2010   |                 |

Примітка: таблиця складена за даними сайту Верховної Ради України

### Депутати
За результатами місцевих виборів 2010 року депутатами ради стали:

#### За суб'єктами висування
| Суб'єкт висування | Кількість обраних депутатів | %    |
| ----------------- | --------------------------- | ---- |
| Партія регіонів   | 6                           | 42,9 |
| Самовисування     | 5                           | 35,7 |
| Народна партія    | 3                           | 21,4 |

#### За округами
| № округу        | Прізвище, ім'я, по батькові     | Дата визнання обраним | Освіта             | Партійна приналежність | Відомості про обраного депутата                                            |
| --------------- | ------------------------------- | --------------------- | ------------------ | ---------------------- | -------------------------------------------------------------------------- |
| Народна Партія  |                                 |                       |                    |                        |                                                                            |
| 3               | Ключник Юлія Михайлівна         | 03.11.2010            | середня спеціальна | позапартійна           | Горбасівський фельдшерсько-акушерський пункт, фельдшер                     |
| 6               | Зубкова Інна Анатоліївна        | 03.11.2010            | середня            | позапартійна           | тимчасово не працює                                                        |
| 14              | Нікітюк Олена Федорівна         | 03.11.2010            | середня            | позапартійна           | Головчинецьке лісництво, лісокультурниця                                   |
| Партія регіонів |                                 |                       |                    |                        |                                                                            |
| 1               | Оріщин Володимир Володимирович  | 03.11.2010            | середня            | позапартійний          | приватне підприємство                                                      |
| 4               | Плаксій Любов Іванівна          | 03.11.2010            | вища               | позапартійна           | Горбасівська сільська рада, секретар                                       |
| 8               | Квачук Раїса Семенівна          | 03.11.2010            | середня спеціальна | позапартійна           | пенсіонер                                                                  |
| 10              | Лінник Людмила Іванівна         | 03.11.2010            | вища               | позапартійна           | Горбасівський дитячий садок, завідувачка                                   |
| 12              | Кулібаба Олександр Михайлович   | 03.11.2010            | середня спеціальна | позапартійний          | пенсіонер                                                                  |
| 13              | Анісімова Ніна Степанівна       | 03.11.2010            | вища               | позапартійна           | пенсіонер                                                                  |
| Самовисування   |                                 |                       |                    |                        |                                                                            |
| 2               | Желєзнова Наталія Володимирівна | 03.11.2010            | середня            | позапартійна           | Горбасівський дитячий садок, помічник вихователя                           |
| 5               | Горбатюк Ірина Миколаївна       | 03.11.2010            | вища               | позапартійна           | Летичівська загальноосвітня школа І-ІІІ ст. № 3, вчитель початкових класів |
| 7               | Лінник Майя Анатоліївна         | 03.11.2010            | середня            | позапартійна           | тимчасово не працює                                                        |
| 9               | Літвін Володимир Іванович       | 03.11.2010            | середня            | позапартійний          | тимчасово не працює                                                        |
| 11              | Прус Людмила Борисівна          | 03.11.2010            | середня            | позапартійна           | тимчасово не працює                                                        |